# Charles de Croÿ (évêque)
Pour les autres membres de la famille, voir Maison de Croÿ.
Charles de Croÿ (né en 1505 mort le 13 décembre 1564), est un ecclésiastique qui fut évêque de Tournai de 1525 à 1564.

## Biographie
Charles est le cinquième des enfants de Henri de Croÿ (nl) comte de Porcien et de Charlotte de  Châteaubriant, dame de Loigny et le frère cadet de Robert de Croÿ. Destiné à l'Église et bénédictin, il devient abbé commendataire de l'abbaye d'Affligem en 1521 et de l'abbaye de Saint-Ghislain en 1528 ainsi qu'administrateur de l'abbaye de Hautmont. Il reçoit le siège de Tournai à l'âge de 19 ans par cession de son prédécesseur Louis Guillart lors de son transfert à l’évêché de Chartres contre versement d'une pension de 9 500 florins. Il est ordonné prêtre et consacré évêque à Rome en 1533. Après son retour il assiste à l'entrevue entre le roi de France François Ier et la reine Marie de Hongrie aux frontières de la Picardie en 1538. Il fait son entrée solennelle dans son diocèse le 25 juillet 1539.
L’empereur Charles Quint lui écrit en 1551 pour l'inviter à rejoindre le concile de Trente. C'est pendant son épiscopat qu'en 1559-1561 les églises de Gand et de Bruges sont démembrées de son diocèse et érigées en cathédrales. Il meurt le 13 décembre 1564.
Il eut plusieurs enfants légitimés, principalement nés alors qu'il était religieux à Affligem :
- de Marie Vandereyen, Jacques, légitimé en 1559 ;
- de Catherine Stappaert, Florence, légitimée en 1562, et Jacques, légitimé en 1563 ;
- de Marie De Lanse, Catherine, légitimée en 1567 et Adrien, légitimé en 1572[2].